# UAE Ice Hockey Association
UAE Ice Hockey Association ordnar med organiserad ishockey i Förenade arabemiraten. Förenade arabemiraten inträdde i IIHF den 10 maj 2001.

### Fotnoter
1. ↑  ”United Arab Emirates”. International Ice Hockey Federation. http://www.iihf.com/iihf-home/countries/united-arab-emirates.html. Läst 9 april 2012.